# Microcyclops pseudoopercularis
Microcyclops pseudoopercularis – gatunek widłonoga z rodziny Cyclopidae. Nazwa naukowa tego gatunku skorupiaków została opublikowana w 1957 roku przez szwedzkiego zoologa Knuta Lindberga.